# Siřičitan sodný
Siřičitan sodný (Na2SO3) je rozpustná sodná sůl kyseliny siřičité. Je sloučeninou vznikající například při odsiřování kouřových plynů. Používá se jako konzervant chránící sušené ovoce proti ztrátě barvy, k ochraně masa, také stejně jako thiosíran sodný ke konverzi elementárních halogenů na příslušné kyseliny, ve fotografii a ke snižování hladiny chloru ve vodě v bazénech.

## Použití
Siřičitan sodný se využívá především v průmyslu papíru a buničiny. Používá se také při úpravě vody jako scavenger kyslíku, ve fotografii k ochraně vývojky proti oxidaci a k odstranění ustalovače (thiosíranu sodného) z emulze filmu a fotopapíru, dále v textilním průmyslu jako bělicí, odsiřovací a dechlorační činidlo a také v kožedělném průmyslu k zasířování koželužných extraktů. Čistí se jím trinitrotoluen pro vojenské použití. V chemické výrobě se používá jako sulfonační a sulfomethylační činidlo. Lze použít také k výrobě thiosíranu sodného. Mezi další aplikace patří flotace rud, recyklace oleje, konzervace potravin, výroba barviv a čisticích prostředků.

## Reakce
Siřičitan sodný tvoří s aldehydy disiřičitanové adiční sloučeniny, s ketony tvoří kyselinu sulfonovou. Využívá se toho k čištění nebo k izolaci aldehydů a ketonů.

## Popisná chemie
Siřičitan sodný se rozkládá už působením slabých kyselin, přičemž uvolňuje oxid siřičitý.
{\displaystyle \mathrm {Na_{2}SO_{3}+2H^{+}\ \to \ 2Na^{+}+H_{2}O+SO_{2}} }
Nasycený vodný roztok má pH cca 9. Roztoky vystavené vzduchu se postupem času oxidují na síran sodný. Pokud se siřičitan sodný nechá vykrystalizovat z vodného roztoku při pokojové nebo nižší teplotě, tvoří heptahydrát. V suchém teplém vzduchu tyto heptahydrátové krystaly vykvétají. Na vzduchu se také oxidují do podoby síranu. Bezvodá forma siřičitanu je proti vzdušné oxidaci mnohem stabilnější.